# Benjamin Maier
Benjamin Maier (Hall in Tirol, 19 aprile 1994) è un bobbista austriaco.
È figlio di Manfred, ex-bobbista, e fratello di Raphael, skeletonista di livello internazionale, e di Samuel, a sua volta skeletonista della squadra giovanile austriaca.
Nel marzo del 2018 è convolato a nozze con la skeletonista canadese Elisabeth Vathje.

## Biografia
Praticò lo skeleton a livello nazionale dal 2007 e nel 2010 passò al bob come pilota per la squadra nazionale austriaca. Debuttò in Coppa Europa nel novembre 2010 e disputò la sua miglior stagione nel 2013/14 quando si piazzò al quarto posto nella graduatoria finale del bob a due e all'ottavo in quella a quattro (ripetendosi in quest'ultima anche nella stagione successiva). Si distinse nelle categorie giovanili vincendo la medaglia d'argento nel bob a due ai I Giochi olimpici giovanili invernali di Innsbruck 2012 in coppia con Robert Ofensberger e altre tre medaglie ai mondiali juniores, tra cui una d'argento nel bob a quattro a Winterberg 2016 e due di bronzo: bob a due a Winterberg 2014 e bob a quattro ad Altenberg 2015.

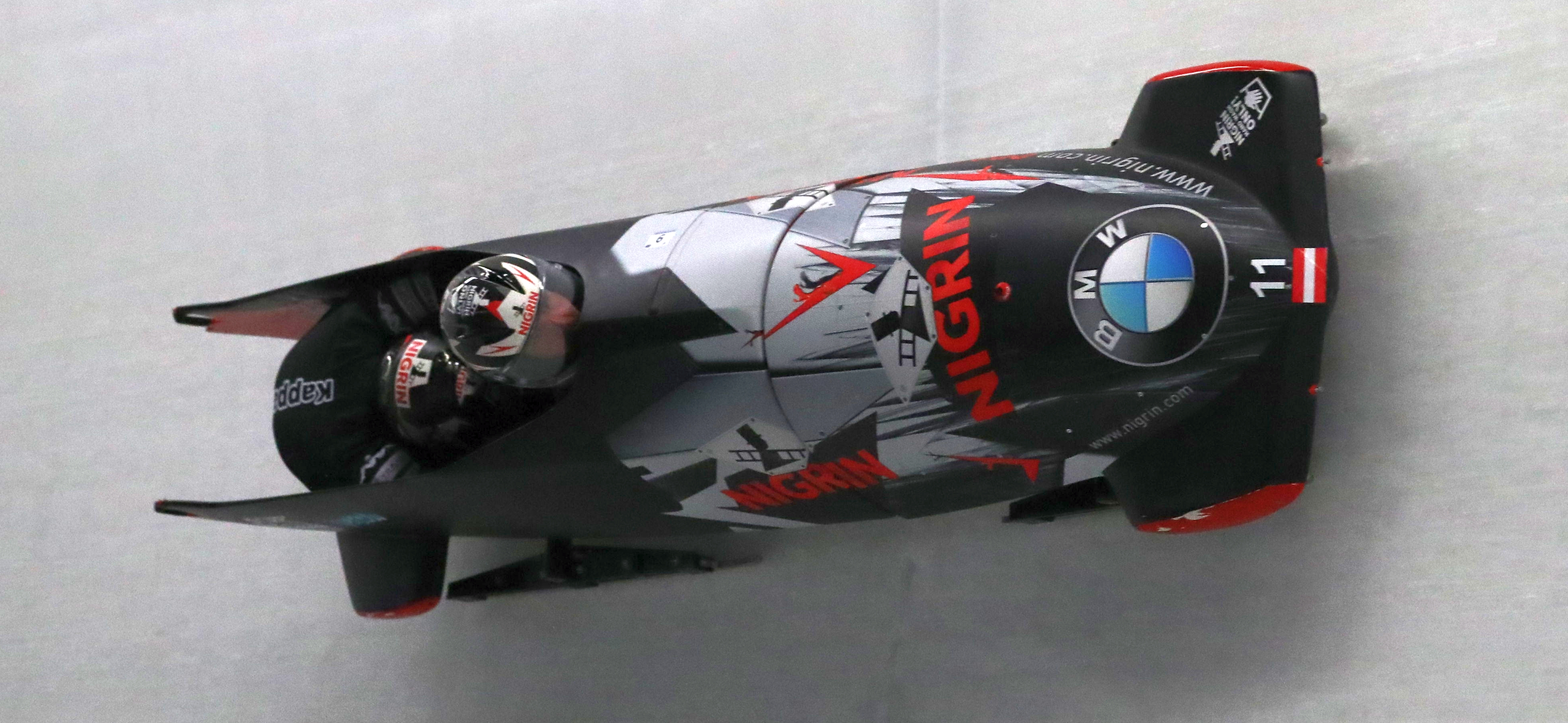
Benjamin Maier in gara ad Altenberg nel 2019, nella la terza tappa della Coppa del Mondo 2018/19

Esordì in Coppa del Mondo nella stagione 2013/14, il 3 gennaio 2014 a Winterberg dove terminò la gara al 21º posto nel bob a due e ottenne il suo primo podio il 7 febbraio 2016 a Sankt Moritz (2º nel bob a quattro) mentre il suo miglior risultato nella specialità a due è il quarto posto ottenuto il 7 gennaio 2017 ad Altenberg. In classifica generale detiene quali migliori piazzamenti il secondo posto nel bob a quattro ottenuto nel 2020/21 alle spalle di Francesco Friedrich, e il settimo posto sia nel bob a due che nella combinata maschile, entrambi raggiunti nel 2016/17.

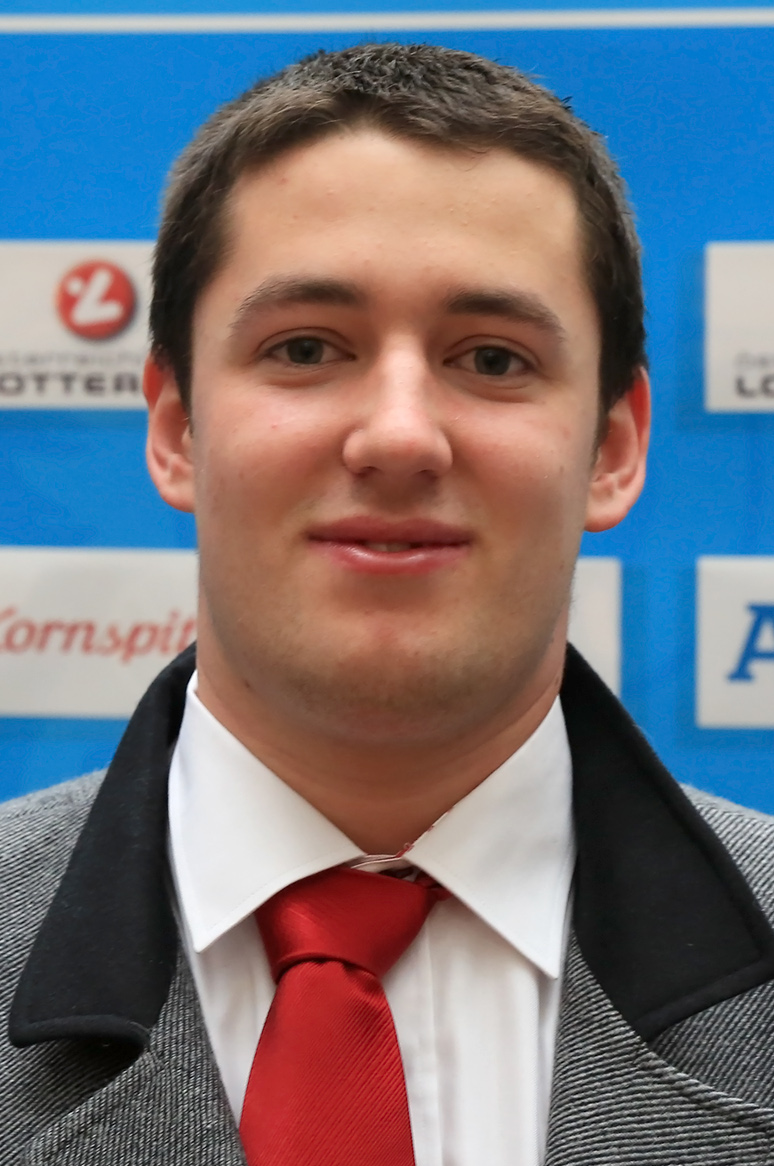
Benjamin Maier nel 2014

Ha partecipato a due edizioni dei Giochi olimpici invernali: a Soči 2014 si classificò al ventesimo posto nel bob a due e al diciannovesimo nella gara a quattro mentre a Pyeongchang 2018 fu ottavo nel bob a due e nono nel bob a quattro.

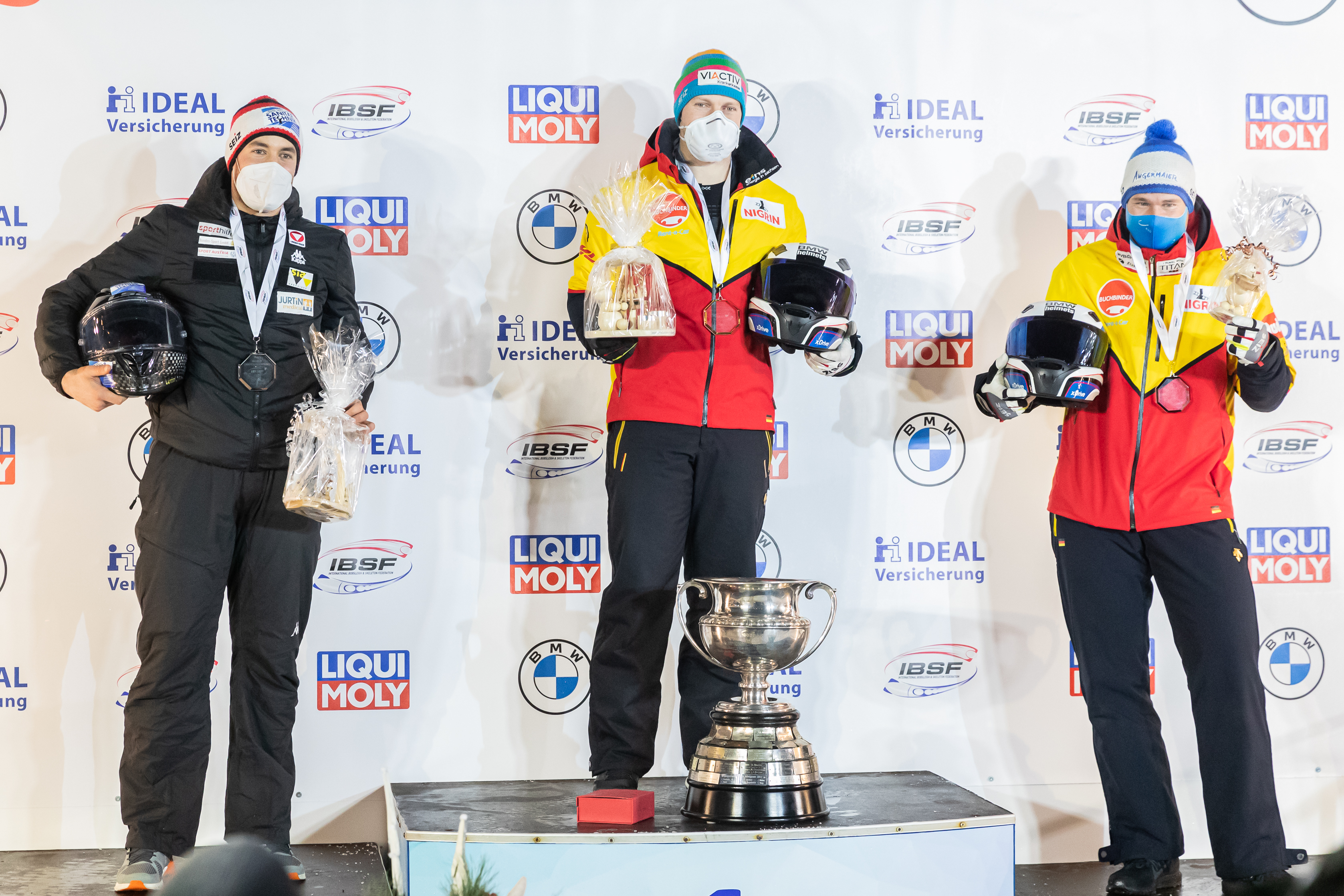
Maier (a sinistra) sul podio dei campionati mondiali di Altenberg 2021, dove vinse la medaglia d'argento del bob a quattro

Prese inoltre parte a sette edizioni dei campionati mondiali, conquistando in totale due medaglie. Nel dettaglio i suoi risultati nelle prove iridate sono stati, nel bob a due: ventinovesimo a Sankt Moritz 2013, ventiduesimo a Winterberg 2015, nono a Igls 2016, undicesimo a Schönau am Königssee 2017, dodicesimo a Whistler 2019, sesto ad Altenberg 2020 e non partito nella terza manche ad Altenberg 2021; nel bob a quattro: diciottesimo a Winterberg 2015, quinto a Igls 2016, settimo a Schönau am Königssee 2017, sesto a Whistler 2019 e quinto ad Altenberg 2020 e medaglia d'argento ad Altenberg 2021 con Dănuț Ion Moldovan, Markus Sammer e Kristian Huber; nella gara a squadre: undicesimo a Sankt Moritz 2013, sesto a Winterberg 2015, medaglia d'argento a Innsbruck 2016 e settimo a Schönau am Königssee 2017.
Agli europei vanta invece quattro medaglie: due d'argento, vinte a Sankt Moritz 2016 e a Winterberg 2021 nel bob a quattro, e due di bronzo.
Detiene anche quattro titoli nazionali, due vinti nel bob a due e altrettanti nel bob a quattro.

## Palmarès

### Mondiali
- 2 medaglie:
  - 2 argenti (gara a squadre a Igls 2016; bob a quattro ad Altenberg 2021).

### Europei
- 4 medaglie:
  - 2 argenti (bob a quattro a Sankt Moritz 2016; bob a quattro a Winterberg 2021);
  - 2 bronzi (bob a quattro a Winterberg 2017; bob a due a Winterberg 2021).

### Mondiali juniores
- 3 medaglie:
  - 1 argento (bob a quattro a Winterberg 2016).
  - 2 bronzi (bob a due a Winterberg 2016; bob a quattro ad Altenberg 2015).

### Olimpiadi giovanili
- 1 medaglia:
  - 1 argento (bob a due a Innsbruck 2012).

### Coppa del Mondo
- Miglior piazzamento in classifica generale nel bob a due maschile: 7º nel 2016/17.
- Miglior piazzamento in classifica generale nel bob a quattro maschile: 2º nel 2020/21.
- Miglior piazzamento in classifica generale nella combinata maschile: 7º nel 2016/17.
- 16 podi (5 nel bob a due, 11 nel bob a quattro):
  - 7 secondi posti (tutti nel bob a quattro);
  - 9 terzi posti (5 nel bob a due, 4 nel bob a quattro).

### Campionati austriaci
- 6 medaglie:
  - 4 ori (bob a due nel 2013; bob a quattro nel 2014; bob a due[3] e bob a quattro[4] nel 2016);
  - 2 argenti (bob a due nel 2012, bob a due nel 2014);
  - 2 bronzi (bob a due nel 2011, bob a quattro nel 2013).

### Circuiti minori

#### Coppa Europa
- Miglior piazzamento in classifica generale nel bob a due: 4º nel 2013/14;
- Miglior piazzamento classifica generale nel bob a quattro: 8º nel 2013/14 e nel 2014/15;
- Miglior piazzamento classifica generale nella combinata maschile: 6º nel 2013/14;
- 7 podi (2 nel bob a due e 5 nel bob a quattro):
  - 5 secondi posti (1 nel bob a due e 4 nel bob a quattro);
  - 2 terzi posti (1 nel bob a due e 1 nel bob a quattro).

#### Coppa Nordamericana
- 1 podio (nel bob a quattro):
  - 1 secondo posto.